# 芥川製菓

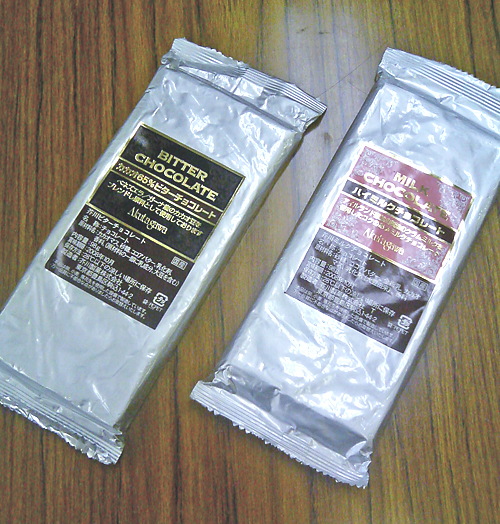
芥川製菓のチョコレート（アウトレットセールにて販売された一般向け製品の一部）

芥川製菓株式会社（あくたがわせいか、Akutagawa Confectionery Company, Limited）は、チョコレート菓子の製造・販売している日本の企業である。日本チョコレート工業協同組合の組合員である。

## 概要
日本で初めてドロップを製造し、日本で3番目（1番目は風月堂、2番目は森永商店=現在の森永製菓）にチョコレートの製造を始めた企業である。現在では業務用チョコレートの製造・卸売が主な事業となっている。そのため、小売りはされておらず、製造されたそのほとんどはOEM商品が占めており、通常は全国の著名なホテルなどの高級ブランドや、アミューズメント機械用、池袋ショッピングパークにある直営店やネットによる通信販売でしか手に入れることは出来ない。
ただし、年に数回、チョコレートのトップシーズンであるクリスマス - バレンタインデー期の後、2月から4月にかけて計6日程度、本社と工場にて周辺地域住民を対象にしたファクトリー・アウトレットセールによる小売販売をおこなっている。販売時には多くの客が来訪し、行列になることは毎回のことである。そのため整理券を配るようにしているが、半日、早い日は午前中にも完売してしまう。
近年ではネットショップでもアウトレット商品の一部が販売されている。
スペシャル・ミルク・チョコレートは、チョコレートの本場のヨーロッパから直輸入した最高級のミルクを使い製造されていて、年に一度の生産、販売となっている。自社ブランドに『アクタガワ』、『アクター』、『サラモア』、『ウブリエ』、『ファンシーランド』がある。
戸田・駒込・板橋に工場を所有している。生産能力の限界から、2009年、埼玉県狭山市に新工場を追加。

## 沿革
- 1886年 - 初代 芥川鉄三郎が東京神田にて製菓業を創始[2]
- 1896年 - 日本初のドロップ製造開始
- 1914年 - チョコレートの製造開始
- 1992年 - 三代目 芥川篤二が春の藍綬褒章を受章
- 2002年 - この年に発売した『マジェスティックコレクション』が、初の食玩商品であった
- 2004年
  - 豊島区選定、豊島の名品・名産に選ばれる
  - 四代目 芥川仁史が新社長に就任[3]
- 2009年 - ネットショップ開設
- 2025年 - 東京都豊島区のサンシャインシティにて「芥川製菓 チョコレートマーケット」を初開催。